# ツェズ人
- ディド人
- ディドイ人

ツェズ人の民族旗

ツェズ人（ツェズじん、ツェズ語: цези; アヴァル語: цIунтIал; ロシア語: Дидойцы , цезы;  英語: Tsez people）とは、ロシア連邦のダゲスタン共和国に居住する少数民族である。
別名として、ディド人またはディドイ人とも呼ばれる。

## 概要
ダゲスタンのチュンチンスキー地区に居住する民族で、北東コーカサス語族のダゲスタン語派、ツェズ諸語（英: Tsezic）に属すツェズ語を話す。
ロシア連邦の人口統計では、カフカースのアヴァール人の下位区分集団（エスニック・グループ）と捉えられている。ツェズ諸語を話すベジュタ人、ヒヌフ人、フワルシ人およびフンジブ人は、更にツェズ人のサブ・グループに分類される。
ツェズ人は伝統的に家畜の飼育と農業に従事していたが、最近ではそれ以外の産業的な仕事も行なっている。17世紀から18世紀にかけて浸透したスンニ派イスラム教を信仰している。